# Ryu Hye-young
Ryu Hye-young (en hangul, 류혜영; 28 de marzo de 1991) es una actriz y modelo surcoreana.

## Carrera
Conocida por su papel como Sung Bo-ra en la exitosa serie dramática Reply 1988 (2015-2016).
En abril de 2021 se unió al elenco de la serie Law School.

## Filmografía

### Series de televisión
| Año  | Título                | Papel                   | Canal   | Notas     | Ref.                 |
| ---- | --------------------- | ----------------------- | ------- | --------- | -------------------- |
| 2015 | Spy                   | Noh Eun-ah              | KBS2    |           |                      |
| 2015 | De Corazón A Corazón  | Lee Eun-ho y Lee Jin-ho | tvN     |           |                      |
| 2015 | Respuesta 1988        | Sung Bo-ra              | tvN     |           |                      |
| 2021 | Law School            | Kang Sol (A)            | JTBC    |           |                      |
| 2022 | When the Day Breaks   | Jo Min-ji               | JTBC    |           |                      |
| 2023 | Adult Kids            | Baek Han-ah             | YouTube | Serie web | [ 8 ]                |
| 2024 | Gangnam, bajos fondos | Seo Ji-su               | Disney+ | Serie web | [ 9 ]                |
| 2025 | Law and the City      | Bae Moon-jung           | tvN     |           | [ 10 ] [ 11 ] [ 12 ] |
| 2025 | The Nice Guy          | Park Seok-hee           | JTBC    |           | [ 13 ]               |

### Cine
| Año  | Título                                  | Papel               | Notas               |
| ---- | --------------------------------------- | ------------------- | ------------------- |
| 2007 | High School Girls                       |                     | Cortometraje        |
| 2009 | My Old Lady                             |                     | Cortometraje        |
| 2010 | LOVE, 100°C                             |                     | Cortometraje        |
| 2011 | A Time to Love                          | Min-jung            | Segmento "Immature" |
| 2012 | Forest                                  | Esther              | Cortometraje        |
| 2012 | Urijibe Wae Wanni?                      |                     | Cortometraje        |
| 2012 | Graduation Trip                         |                     | Cortometraje        |
| 2012 | Heart Vibrator                          |                     | Cortometraje        |
| 2013 | Horror Stories 2                        |                     |                     |
| 2013 | Till The Break Of Day                   |                     | Cortometraje        |
| 2013 | INGtoogi: The Battle of Internet Trolls | Young-ja            |                     |
| 2013 | The Fake                                |                     |                     |
| 2014 | Manshin: Ten Thousand Spirits           | Cuñada del Sr. Park |                     |
| 2014 | Slow Video                              | Lee Shib-Cho        |                     |
| 2014 | My Dictator                             | Yeo-jung            |                     |
| 2014 | Romance in Seoul                        | Ji-hye              |                     |
| 2015 | Fatal Intuition                         | Eun-ji              |                     |
| 2016 | Love, Lies                              | Kim Ok-hyang        |                     |
| 2017 | The Mayor                               | Im Min-seon         |                     |
| 2021 | Dead Man                                | Gong Hee-joo        | [ 14 ]              |